# Kostel svatého Václava (Lanškroun)
Kostel svatého Václava v Lanškrouně je poprvé zmiňován v polovině 14. století. Od roku 1377 byl součástí augustiniánského kláštera, který sem byl přemístěn ze záplavového území za městskými hradbami. Kostel je chráněn jako kulturní památka.

## Historie
První zmínka o kostele pochází z roku 1350. O 22 let později byl svěřen augustiniánům, kteří k němu ze záplavového území přenesli v roce 1393 klášter. Ten stával za městskými hradbami v místech, kde se dnes nachází kostel sv. Maří Magdalény.
V roce 1645 kostel vyhořel. Ve 2. polovině 18. století nechal farář A. Felzmann vystavět na západní straně kostela novou věž. V 80. letech 19. století prošel interiér výraznou novogotickou úpravou.
V letech 1996-97 proběhla rozsáhlá rekonstrukce kostela.

## Popis
Autorem hlavního pseudogotického oltáře je Jan Kastner, oltářní obraz svatého Václava pochází od J. Dallingera (roku 1781 byl věnován lichtenštejnskou galerií ve Vídni). V kostel se dále nachází dva vedlejší oltáře, kazatelna a varhany, vše rokokové z poloviny 18. století.